# Serge Cantat
Serge Cantat (* 3. Juni 1973 in Paris) ist ein französischer Mathematiker.

## Leben
Cantat wurde 1999 an der École normale supérieure de Lyon bei Étienne Ghys promoviert (Automorphismes des surfaces complexes). Er ist Professor an der Universität Rennes I. Er ist auch Forschungsdirektor des CNRS an der École normale supérieure (Paris).
Er befasst sich mit komplexer Dynamik und Dynamik von Automorphismen von algebraischen Flächen. Er untersuchte die algebraische Struktur der Cremonagruppe (Gruppe der birationalen Automorphismen des n-dimensionalen projektiven Raums über einem Körper k) und zeigte mit Lamy, dass sie in zwei Dimensionen keine einfache Gruppe ist. Ist insbesondere k der Körper der komplexen Zahlen enthält die Cremonagruppe eine unendliche nicht abzählbare Familie verschiedener normaler Untergruppen.
Für 2018 war er eingeladener Sprecher auf dem Internationalen Mathematikerkongress in Rio de Janeiro. 2012 erhielt er den Prix Paul Doistau-Émile Blutet für seine Arbeiten über dynamische Systeme (und speziell holomorphe dynamische Systeme). 2012 war er eingeladener Sprecher auf dem Europäischen Mathematikerkongress in Krakau (The Cremona group in two variables). 2012 erhielt er den Preis La Recherche.

## Schriften (Auswahl)
- Dynamique des automorphismes des surfaces K3, Acta Math., Band 187, 2001, S. 1–57.
- mit C. Favre: Symétries birationnelles des surfaces feuilletées., J. Reine Ange. Math., Band 561, 2003, S. 199–235, Arxiv
- Endomorphismes des variétes; homogènes, L'Enseignement Math., Band 49, 2004, S. 237–262
- Difféomorphismes holomorphes Anosov, Commentarii Math. Helvetici, Band 79, 2004, S. 779–797
- mit Frank Loray: Holomorphic dynamics, Painlevé VI equation, and character varieties, Annales de l'Institut Fourier, Band 59, 2009, S. 2927–2978, Arxiv
- Bers and Hénon, Painlevé and Schroedinger, Duke Math. Journal, Band 149, 2009, S. 411–460, Arxiv
- mit Antoine Chambert-Loir, Vincent Guedj: Quelque aspects des systèmes dynamiques polynomiaux,  Panorama et Synthèse, Band 30, Société Math. de France 2010
  - Darin von Cantat die Einleitung, das Kapitel Quelques aspects des systemès dynamiques polynomiaux, Existence, exemples, rigiditè, S. 13–96,  mit Chambert-Loir: Dynamique p-adique (d´après les exposés de Jean-Christophe Yoccoz), S. 295 (Arxiv)
- mit Abdelghani Zeghib : Holomorphic Actions, Kummer Examples, and Zimmer Program,  Annales Scientifique de l'ENS, Band 45, 2012, S. 447–489, Arxiv
- Sur les groupes de transformations birationnelles des surfaces, Annals of Math., Band 174, 2012, S. 299–334
- mit Igor Dolgachev: Rational Surfaces with a Large Group of Automorphisms,  J. Amer. Math. Soc., Band 25, 2012, S. 863–905. Arxiv
- Dynamics of automorphisms of compact complex surfaces, in: Frontiers in Complex Dynamics: In celebration of John Milnor's 80th birthday, Princeton Mathematical Series, Princeton University Press, 2012,  S. 463–514
- mit Stéphane Lamy:  Normal subgroups of the Cremona group, Acta Mathematica, Band  210, 2013, S. 31–94, Arxiv